# Giovanni Pietro Bellori

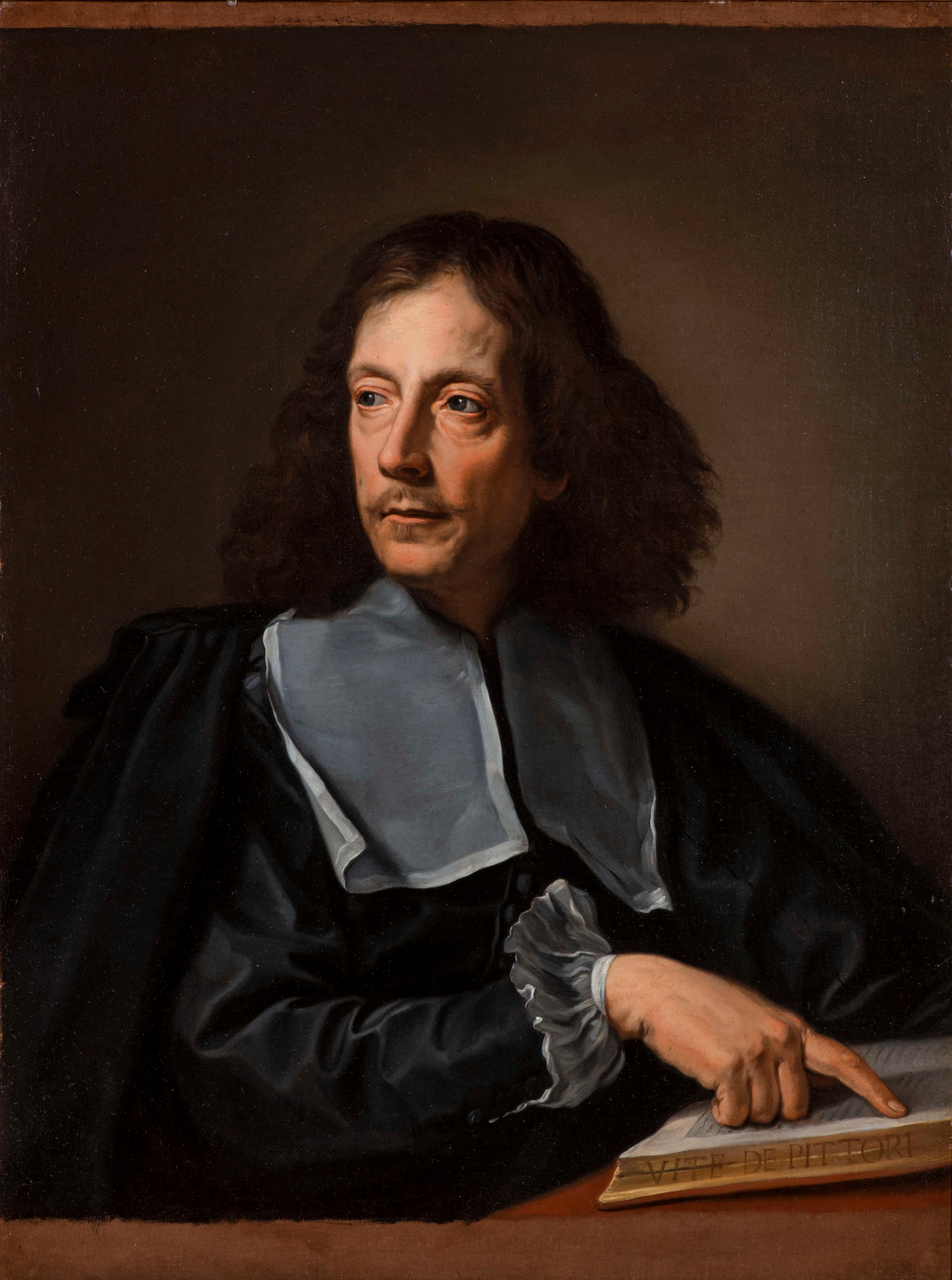
Gian Pietro Bellori

Giovanni Pietro Bellori (Rome, 15 januari 1613 – aldaar, 19 februari 1696), ook bekend als Gian Pietro Bellori of Giovan Pietro Bellori, was een Italiaans biograaf, antiekverzamelaar en kunsttheoreticus in het 17e-eeuwse Seicento (naam voor de Italiaanse barok).

## Biografie
Hij groeide op in Rome, in het huis van antiekverzamelaar, historicus en schrijver Francesco Angeloni. Op latere leeftijd volgde Bellori kunstlessen bij Domenico Zampieri, wiens biografie hij later zou schrijven en incorporeren in zijn bekendste en voornaamste werk “Le Vite de' Pittori Scultori e Architetti Moderni ” (Het leven van de moderne schilders, beeldhouwers en bouwmeesters).
Als jongeman werd hij lid van de Accademia di San Luca waar hij de klassieke en toenmalige kunst bestudeerde. In 1664 gaf hij een belangrijk college aan de Accademia di San Luca, dat later beschouwd werd als de klassieke beschrijving van het concept van de ideale kunst. Dit college werd in 1672 gepubliceerd in de vorm van een voorwoord op zijn Vite.
Hij werd later conservator van de oudheidkundige werken in Rome voor paus Clemens X. In 1671 werd hij benoemd tot secretaris van de Accademia di San Luca om erna bibliothecaris en antiquair te worden aan het hof van koningin Christina van Zweden.
In 1696 stierf hij in Rome, de stad waar hij ook opgroeide.

## Werken
Er zijn twee werken die het voornaamste zijn in het oeuvre van Bellori:
- L'Idea del bello : viaggio per Roma nel Seicento con Giovan Pietro Bellori - dit was de naam van het in 1672 gepubliceerde college dat Bellori gegeven had in 1664, vervolgens gebruikt als voorwoord in zijn belangrijkste werk "Vite".
- Le Vite de' Pittori Scultori e Architetti Moderni. Dit boek was een bundel biografieën van vijftien kunstenaars, plus het concept van de Idea dat uiteengezet werd in het voorwoord. Het boek bevat de levensbeschrijving van de volgende kunstenaars:
  - de gebroeders Annibale Carracci en Agostino Carracci
  - Domenico Fontana
  - Federico Barocci
  - Michelangelo Merisi da Caravaggio
  - Peter Paul Rubens
  - Anthony van Dyck
  - Francois Duquesnoy
  - Domenico Zampieri (il Domenichino)
  - Alessandro Algardi
  - Nicolas Poussin
  - Guido Reni
  - Andrea Sacchi
  - Carlo Maratta
  - Giovanni Lanfranco

Bij de voorbereiding van het boek werd Bellori geholpen door Nicolas Poussin, met wie hij goed bevriend was.
Het belang van dit boek ligt in de nauwgezette documentatie van de kunstenaars, mede doordat hij velen van hen persoonlijk kende, en in de uiteenzetting van de classicistische kunsttheorie in het voorwoord van het boek, nl. de Idea.
Zijn Vite is een van de voornaamste bronnen met betrekking tot de 17e-eeuwse Italiaanse kunst en kunsttheorie doordat het zowel vroegere werken gedetailleerd beschrijft als een blik geeft op het toenmalige cultuurbeleid en de verhoudingen tussen Rome en Frankrijk.

## Idea
Bellori’s Idea vindt zijn oorsprong in Vasari’s definitie van “disegno”. Disegno is de creatieve capaciteit om een design te kunnen vinden samen met de kunde om dit te realiseren met de nodige ‘voorzichtigheid’. Het sleutelwoord hier is voorzichtigheid, waarmee bedoeld wordt dat de kunstenaar tot zijn werk komt via een aantal gewikte en gewogen keuzes.
Bellori trachtte een middenweg te vinden tussen het naturalisme van Caravaggio en het maniërisme, waarbij de studie van de natuur herleid werd tot enkele "fantastische ideeën". Volgens hem moest kunst de natuur imiteren volgens het voorbeeld van de grote kunstenaars uit de klassieke oudheid.
In "Vite" prijst Bellori de rationaliteit en het classicisme van Rafaël Santi's kunst, maar hij stelt ook dat de irrationaliteit en anti-classicisme van Caravaggio een goed alternatief is. Zo vergelijkt hij de soberheid van Poussin, met de tegenhanger die hij vindt in de levendigheid van Rubens. Hij onderscheidde daarmee twee soorten kunst, en dus ook twee soorten kunstenaars, die niet verzoenbaar waren. Hiermee zorgde hij voor een polarisatie in de kunsttheorie die doet denken aan het verschil dat al eeuwenlang gemaakt werd tussen rationele en meer gevoelsmatige kunst.